# Hollywood Undead
Hollywood Undead is een rockband, opgericht in 2005 in Los Angeles (Californië) Verenigde Staten. De band begon met zeven leden, na wat onenigheid in de band is Shady Jeff echter uit de band gezet. In 2008 heeft de band haar debuutalbum Swan Songs uitgebracht. Eind 2009 verliet Deuce de band en sinds 2017 heeft ook Da Kurlzz de band verlaten omwille van onbekende redenen. De band telt momenteel vijf leden: Charlie Scene, Funny Man, J-Dog, Johnny 3 Tears en Danny.

## Biografie
Hollywood Undead bestaat uit: Jorel Decker (J-Dog), George Ragan (Johnny 3 Tears), Jordon Terrell (Charlie Scene), Daniel Murillo (Danny) en Dylan Alvarez (Funny Man). Aron Erlichman (Deuce A.K.A Tha Producer) was mede-oprichter van de band maar heeft inmiddels de band verlaten. De bandleden zijn met elkaar opgegroeid. Alle leden hebben voor Hollywood Undead in andere bands gezeten.. In 2005 begonnen J-Dog en Deuce deze band met het nummer 'The Kids', dat op hun MySpace-pagina stond. Voor een lange tijd was Hollywood Undead een van de best beluisterde bands op MySpace zonder label. Kort hierna sloten de andere vier heren zich bij Hollywood Undead aan, waaronder Shady Jeff, deze is echter na een half jaar uit de band gezet. MySpace Records toonde interesse in Hollywood Undead, en bood ze een contract aan. Maar hun muziek zat vol met scheldwoorden, en dit wilde MySpace Records veranderen. Hollywood Undead weigerde en overwoog om zelf het album uit te brengen. Dit was niet nodig, want A&M/Octone Records gaf de band de kans om hun album uit te brengen zoals zij dat graag wilde. Zo konden ze hun muziek laten zoals het was. Op 2 september 2008 vond de release van hun 1e studio-album 'Swan Songs' plaats, met hun singles 'No. 5' en 'Undead'. In juli 2009 wordt deze goud. Toen is er ook een nieuwe leadzanger, Danny, bijgekomen.
De leden van Hollywood Undead dragen elk opvallende maskers. Ze hebben alle zes een eigen masker ontworpen, sommigen 'omdat ze het gewoon mooi vonden', achter sommige maskers zit echter een verhaal. Hollywood Undead wordt vaak vergeleken met Slipknot, een andere band die ook maskers draagt. Zelf vinden ze dit geen goede vergelijking. 'De leden van Slipknot dragen maskers om een heel andere reden. Maar ook Slipknot was niet de enige, daarvoor had je nog andere bands die ook maskers droegen,' aldus Charlie Scene. 'Zij dragen maskers om hun identiteit te verbergen. Dat is bij ons absoluut niet het geval, bij ons is het meer een mode-statement. We vinden ze gewoon mooi,' aldus Johnny 3 Tears. Hollywood Undead valt ook op dankzij hun uitgesproken mening. Ze rappen over seks, drugs, alcohol en vrouwen scoren, zoals in hun nummers 'Everywhere I go' en 'No Other Place'. Maar ze hebben het ook over de minder leuke kanten van het leven: verslaving, liefdesverdriet, depressies en zelfmoord, zoals in de nummers 'Black Dahlia', 'The Diary' en 'Young' . De band heeft vooral fans in de leeftijdscategorie van 12 t/m 25 jaar. 
In het voorjaar van 2010 werd bekend dat Deuce de band had verlaten, waarschijnlijk na een ruzie met de andere leden. Hij bracht een disstrack uit, genaamd "Story of a Snitch" (op de muziek van Airplanes, een liedje van B.o.B.) richting Hollywood Undead en sloot zich aan bij een andere band, genaamd 9lives. Op 8 april 2011 verschijnt hun tweede studioalbum American Tragedy, met hun singles 'Been To Hell' en 'Hear Me Now'.
In 2013 verscheen Notes From the Underground, hun derde studio-album. Deze bereikte een zeer hoge plaats en was erg gewild bij fans. Twee jaar later, in 2015, kwam hun vierde studio-album Day of the Dead uit. Dit album bevatte nummers van verschillende genres, zoals 'Guzzle, Guzzle' en 'Sing'. 
Op 25 juli 2017 brachten ze 'California Dreaming', de eerste single van hun nieuwe album 'Five' uit. Het nummer neigt over het algemeen meer naar het rockgenre. Het album kwam uit op 27 oktober 2017.

## Reizen
Hollywood Undead is een paar keer in Nederland geweest. Op 16 februari 2009 kwamen ze voor het eerst, in de Melkweg (Oude zaal), Amsterdam om daar een concert te geven. Op 1 juni 2009 stonden ze in de tentstage op het Pinkpop festival. Op 3 juni 2009 stonden ze weer in de Melkweg, deze keer in 'The Max'. 15 december 2009 gaven ze nog een concert in de Melkweg (Oude zaal). Op 9 juni 2011 stond Hollywood Undead weer in de Melkweg, in de zaal 'The Max'.
En voor het laatst op 26 november 2014, wederom in de Melkweg (Oude zaal). Op 26 maart 2016 was Hollywood Undead weer te zien in de Melkweg, dit keer weer in de zaal 'The Max'.
Op 23 juni stond Hollywood Undead op Jera on Air in Ysselstein.
In België trad Hollywood Undead op, op 20 juni 2015, 22 juni 2018 en 16 juni 2023, tijdens Graspop Metal Meeting, en op 13 april 2016 in AB, Brussel.

## Discografie
| Album met eventuele hitnotering(en) in de Nederlandse Album Top 100 | Datum van verschijnen | Datum van binnenkomst | Hoogste positie | Aantal weken | Opmerkingen |
| ------------------------------------------------------------------- | --------------------- | --------------------- | --------------- | ------------ | ----------- |
| Swan Songs                                                          | 02-09-2008            | 06-06-2009            | 90              | 1            |             |
| Desperate Measures                                                  | 10-11-2010            | -                     | -               | -            |             |
| American Tragedy                                                    | 04-04-2011            | -                     | -               | -            |             |
| Notes from the Underground                                          | 08-01-2013            | -                     | -               | -            |             |
| Day of the Dead                                                     | 30-03-2015            | -                     | -               | -            |             |
| Five                                                                | 27-10-2017            | -                     | -               | -            |             |
| Psalms                                                              | 02-11-2018            | -                     | -               | -            | EP          |
| New Empire, Vol. 1                                                  | 14-02-2020            | -                     | -               | -            |             |
| New Empire, Vol. 2                                                  | 04-12-2020            | -                     | -               | -            |             |
| Hotel Kalifornia                                                    | 12-08-2022            | -                     | -               | -            |             |